# Vasilij Mirk
Vasilij Mirk, slovenski skladatelj, pedagog in zborovodja, * 14. junij 1884, Trst, † 6. junij 1962, Ljubljana.
Študiral je na trgovski šoli v Trstu, kjer je kasneje postal bančni uradnik. Deloval je še v Mariboru, Kopru in v Ljubljani. Glasbo je študiral v Gradcu. Po 2. svetovni vojni je bil zaposlen na radiu Koper. Zaradi avtokritike je mnogo svojih skladb uničil. Preživele so nekatere zborovske in komorne skladbe, skupaj okoli 50 del, ki se pogosto naslanjajo na ljudsko pesem.